# Zespół Post-Ebola
Zespół post-Ebola (ang. Post-Ebola virus syndrome) – stan chorobowy powstały w wyniku przebycia zakażenia i choroby powstałej na skutek zarażenia wirusem Ebola. Objawy obejmują bóle stawów i mięśni, problemy ze wzrokiem, w tym ślepoty, różne problemy neurologiczne i inne dolegliwości, czasami tak poważne, że osoby objęte tym stanem chorobowym są niezdolne do pracy. Chociaż podobne objawy zostały zgłoszone po poprzednich wybuchach epidemii w ciągu ostatnich 20 lat to pracownicy służby zdrowia zaczęli używać tego terminu w 2014 roku w odniesieniu do zespołu objawów obserwowanych u osób, które już przebyły chorobę związaną z wirusem Ebola.

## Przyczyny i objawy
Badania z poprzednich epidemii wskazują, że wirus jest w stanie przetrwać przez ponad kilka miesięcy po odzyskaniu zdrowia u osób które przebyły chorobę w niektórych częściach ciała. Naukowcy wskazują jako możliwe kryjówki wirusa: oczy, mózg, jądra, stawy i chrząstki stawowe, czyli miejsca w do których układ odpornościowy nie może dotrzeć lub ma bardzo ograniczony dostęp. Nie ma pewności czy objawy neurologiczne obserwowane u ocalałych są bezpośrednim wynikiem wirusa lub, zamiast tego, wywołanego przez reakcję systemu immunologicznego na infekcję. Wiadomo, że wirus Ebola, może wywołać burze cytokinowe lub inaczej kaskady cytokin, które mogą prowadzić do krwawienia w całym organizmie, w tym w mózgu, co może wyjaśnić zgłaszane różne objawy neurologiczne.
Naukowcy byli świadomi grupy objawów, które często towarzyszyły "ozdrowieńcom" po przejściu gorączki krwotocznej wywołanej wirusem Ebola. Jednak bardziej szeroko zakrojone badania zaczęto realizować w związku z dużą liczbą ocalałych ze śmiertelnej epidemii, która trwała w Afryce Zachodniej w latach 2014-2016. Zespół post-Ebola może objawiać się jako ból stawów, ból mięśni, ból w klatce piersiowej, zmęczenie, utrata słuchu, wypadanie włosów, ustania miesiączki i długotrwałe osłabienie. Niektórzy z tych co przeżyli zgłaszali problemy neurologiczne, w tym problemy z pamięcią i ataki lękowe. Opisywana jest również utrata wzroku, wraz z bólem oczu, stany zapalne i zaburzenia widzenia. The New England Journal of Medicine informuje, że objawy to senność, bóle stawów, wypadanie włosów, i utrata wzroku oraz zapalenia błony naczyniowej oka.

### Trwałość wirusa w organizmie
Według przeglądu przez Brainard et al., wirusa Ebola stwierdzono w prawie 3 z 4 próbek płynów ustrojowych (18 pośmiertnych) prawie 4 miesiące od początku infekcji, przy tym ostatnie pozytywne próbki zawierające wirusa pobierano ponad 6 miesięcy (203 dni) od momentu zakażenia. Innym problemem ocalałych z zakażenia wirusem Ebola jest to, że może się on przenosić drogą płciową. Wirus wykrywany był w spermie nawet dziewięć miesięcy po tym, jak u osób które przeszły zakażenie i chorobę wywołaną przez wirusa Ebola nie stwierdzano jego obecności we krwi.
Część badań wskazuje również na pojedyncze przypadki śmierci po kontakcie seksualnym z osobą która przeżyła zakażenie wirusem Ebola i chorobę z nim związaną. Notowane są pojedyncze przypadki nawrotu choroby pomimo pozornego wyzdrowienia nawet rok od pierwszego zakażenia.